# Il fait nuit en Amérique
Pour plus de détails, voir Fiche technique et Distribution.
Il fait nuit en Amérique (É Noite na América) est un film documentaire brésilien réalisé par Ana Vaz et sorti en 2022.

## Synopsis
La vie des animaux, la nuit, dans le zoo de Brasilia.

## Fiche technique
- Titre : Il fait nuit en Amérique
- Titre original : É Noite na América
- Réalisation : Ana Vaz
- Scénario : Ana Vaz
- Photographie :  Jacques Cheuiche
- Son :  Chico Bororo
- Montage : Ana Vaz et Deborah Viegas
- Musique : Guilherme Vaz
- Pays de production :  Brésil -  France -  Italie
- Sociétés de production : Fondazione In Between Art Film (Italie) - Spectre Productions (France) -  Pivô (Brésil)
- Lieu de tournage : Brasilia
- Genre : Documentaire
- Durée : 66 minutes
- Dates de sortie : 
  - Suisse : août 2022 (Festival de Locarno)
  - France : 21 février 2024

## Récompense
- Mention spéciale (« Léopard vert ») au Festival international du film de Locarno 2022[1]